# Мане, Эдуард
Эдуа́рд (Эдуа́р) Мане́ (фр. Édouard Manet [edwaʁ manɛ]; 23 января 1832, Париж — 30 апреля 1883, там же) — французский живописец и график, один из родоначальников импрессионизма.

## Юность

Э. Мане. Огюст и Эжени Мане, родители художника. 1860. музей Орсе, Париж

Эдуард Мане родился в доме 5 по улице Бонапарта в парижском квартале Сен-Жермен-де-Пре в семье Огюста Мане, главы департамента Министерства юстиции, и Эжени-Дезире Фурнье, дочери французского дипломата, бывшего консулом в Гётеборге. Шведский король Карл XIII был крёстным отцом матери Мане. В 1839 году Мане отдан на обучение в пансион аббата Пуалу, затем по причине абсолютного равнодушия к учёбе был переведён отцом «на полный пансион» в колле́ж Роллена (фр.), где и обучался в период с 1844 по 1848 год, также не проявляя никаких успехов.
Несмотря на огромное желание Мане стать живописцем, его отец, прочивший сыну карьеру юриста, горячо выступал против его художественного образования. Однако брат матери, Эдмон-Эдуар Фурнье, осознавая художественное призвание мальчика, посоветовал ему посещать специальные лекции по живописи, на которые сам записал племянника и посещение которых лично оплачивал. Благодаря дяде Эдмону, регулярно водившему мальчика по музеям, Мане открыл для себя Лувр, что оказало решающее влияние на его личную и творческую жизнь. Уроки рисования, как ни странно, не вызвали у Мане ожидаемого интереса, во многом из-за академичности преподавания, и мальчик копированию гипсовых изваяний предпочитал рисование портретов своих товарищей, что вскоре стало примером для многих его одноклассников. На этих уроках познакомился с Антоненом Прустом, ставшим его другом на всю жизнь и впоследствии министром культуры.

## Путешествие в Бразилию
В 1848 году, после окончания учёбы, молодой Мане столкнулся с решительным противодействием отца его планам стать художником. Своего рода компромисс был найден, когда Мане решил поступать в мореходную школу в 1847 году, однако с треском провалил вступительные экзамены (сказалась общая малообразованность Мане). Тем не менее в качестве подготовки к повторным экзаменам ему было позволено отправиться в учебное плавание на парусном судне «Гавр и Гваделупа».
Во время путешествия парусник, в частности, посетил Бразилию. Экзотика и богатство красок тропических стран лишь усилили желание Мане обучаться живописному искусству — из поездки Эдуард привёз большое количество рисунков, набросков и этюдов. В качестве моделей он часто использовал членов команды.
От этого путешествия остались многочисленные письма Мане к родственникам, в которых он описал свои впечатления от карнавала в Рио-де-Жанейро и экзотическую красоту бразильских женщин. С другой стороны, он критическим взглядом оценивал рабство и возможную реставрацию монархии во Франции. Последующие работы Мане на одну десятую часть состоят из морских пейзажей, и в этом не последнюю роль сыграло его морское путешествие в Бразилию.

## Становление

Мадам Мане (Сюзанна Леенхоф) на голубом диване. Лувр, Париж

В июле 1849 года, после возвращения в Париж, Мане ещё раз безрезультатно попытался сдать экзамен в Морскую школу. На этот раз отец, оценив многочисленные рисунки, привезённые из путешествия, уже не сомневался в художественном призвании сына и посоветовал ему поступать в парижскую Школу изящных искусств. Но опасаясь слишком жёсткой и академичной программы обучения в Школе, Мане в 1850 году поступает в мастерскую модного в то время художника Тома Кутюра, который прославился в 1847 году благодаря монументальному полотну «Римляне периода упадка».
Именно тогда начинает назревать конфликт Мане и классико-романтической традиции живописи, господствовавшей в то время во Франции. Резкое неприятие буржуазной направленности господствовавшего стиля, в конечном итоге, вылилось в явный разрыв Мане с Кутюром — молодой художник покинул мастерскую учителя. Однако, по настоянию отца Мане был вынужден принести извинения и вернуться, хотя своё неприятие строгого академизма Кутюра он сохранил.
Положение юного художника усугублялось нежелательной беременностью его давней возлюбленной Сюзанны Леенхоф. Отцовство ребёнка, во избежание дурной славы и гнева отца Эдуарда, было приписано вымышленному Коэлла, и то лишь для мэрии. Распространялась и иная версия, что новорождённый является не сыном, а братом Сюзанны.
Увлечение старой живописью обусловило многочисленные путешествия Мане. Он неоднократно посещал голландские музеи, где любовался живописью Франса Халса. В 1853 году совершил традиционное для французских художников путешествие в Италию, где посетил Венецию и Флоренцию. Именно тогда начало обозначаться влияние на молодого художника картин мастеров Раннего и Высокого Возрождения. Наибольшее впечатление на него произвёл Веласкес. Возможно, именно его поздние произведения, в особенности знаменитые бодегоны, более всего послужили становлению импрессионизма как нового направления в искусстве…
Обратный путь во Францию был долгим — Мане много ездил по Центральной Европе, посещая музеи в Дрездене, Праге, Вене и Мюнхене.
В 1856—1858 годах Мане приобретает известность как подающий надежды художник, его приглашают в различные салоны, где он знакомится с высшим кругом парижского общества. Особо тёплые отношения Мане завязывает с французским поэтом Шарлем Бодлером. Вместе с графом Альбером де Баллеруа художник снимает под мастерскую помещение на улице Лавуазье. Ежедневно молодой художник посещает Лувр, делает копии известных полотен и всегда пытается получить одобрение Кутюра: стремление к признанию было присуще Мане с ранних лет.

Мане протестует против портретов, озарённых бенгальскими огнями, на лбу которых горят звёзды поддельных драгоценностей, в руках — серебряный жезл. 

Де Банвиль, отзыв на картину Мане «Le Bon Bock» (перевод с французского Т. М. Пахомовой).

## Парижский салон

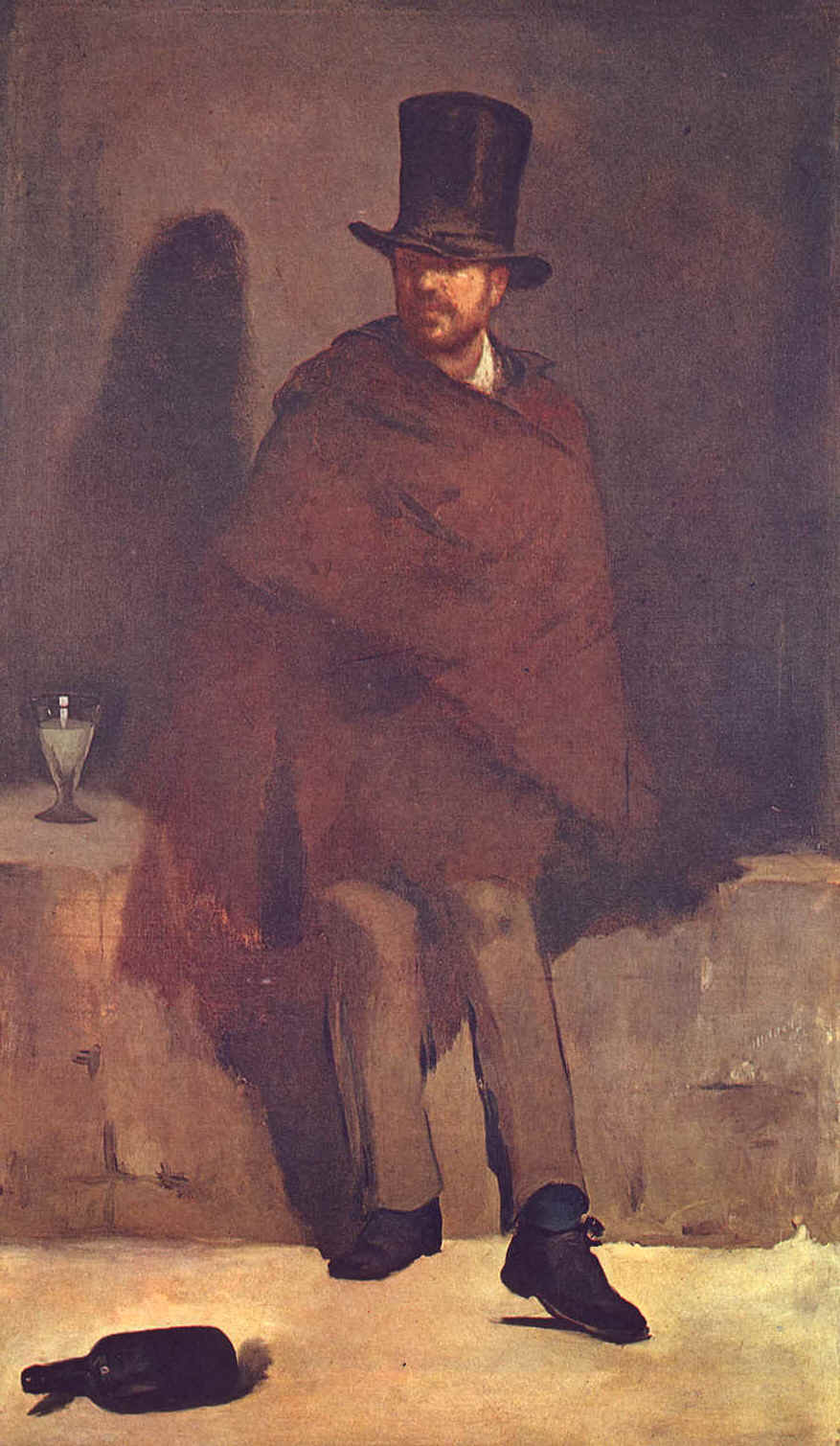
Любитель абсента. 1858—1859. Новая глиптотека Карлсберга

Прежде, чем я начну завоёвывать официальные салоны, я должен отдать дань старым мастерам.

Эдуард Мане.

В 1859 году Мане решил, что его художественное образование завершено, и принял решение выставляться в Парижском салоне, престижной ежегодной парижской выставке. Художник возлагал большие надежды на реалистичную (чем-то схожую с творчеством Бодлера) картину «Любитель абсента». Он снова поинтересовался мнением Кутюра, и когда тот в очередной раз негативно отозвался о его творении, Мане окончательно порвал с учителем. Вскоре последовала новая трагедия: повесился Александр, мальчик, помогавший Мане в мастерской и ставший персонажем его картины «Мальчик с вишнями». Вскоре художник узнал, что жюри салона отвергло «Любителя абсента» (из всех членов жюри за картину проголосовал только Делакруа; сам учитель Мане — Кутюр, проголосовал против). Неприятие салоном картины было вполне обосновано: необычной была сама тема картины — реалистический и неприкрашенный портрет пьяницы, а не аллегория, порождённая воображением художника. Здесь также нет дальних планов, в то время как до Мане использовалась классическая перспектива, которая придавала глубину картинам. Край стола, на котором стоит бокал, не согласуется с перспективой. Тень фигуры не соответствует её положению. Мане не использует полутона, только лёгкая светотень подчёркивает выпуклость фигуры. Фиаско на некоторое время сбило Мане с индивидуального пути: он с трудом находил интересные сюжеты, некоторые элементы откровенно заимствовал у известных художников.
Однако вскоре Эдуард находит новый сюжет для будущей картины. Им послужил городской сад Тюильри, где по выходным парижская богема собиралась для прогулок и светских бесед. Теперь художник решительно отверг все советы Кутюра, что позволило ему легко и непринуждённо изобразить собрание людей. Тематическая и техническая новизна картины снова вызвала удивление и непонимание близких Мане. Такого рода сцены природы воспринимались как живопись, предназначенная лишь для иллюстраций журналов и репортажей. Мане отбросил академическую технику «тщательной отделки» картины, в которой не имело значения, рассматривалось ли полотно с близкого или далёкого расстояния. При таком подходе часть полотна, видимая с близкого расстояния, является не чем иным, как увеличенной деталью отдалённого вида. В «Музыке в саду Тюильри», наоборот, при ближайшем рассмотрении лица становятся почти абстрактными формами. Сходство с оригиналами достигается, только когда картину разглядывают с некоторого расстояния.

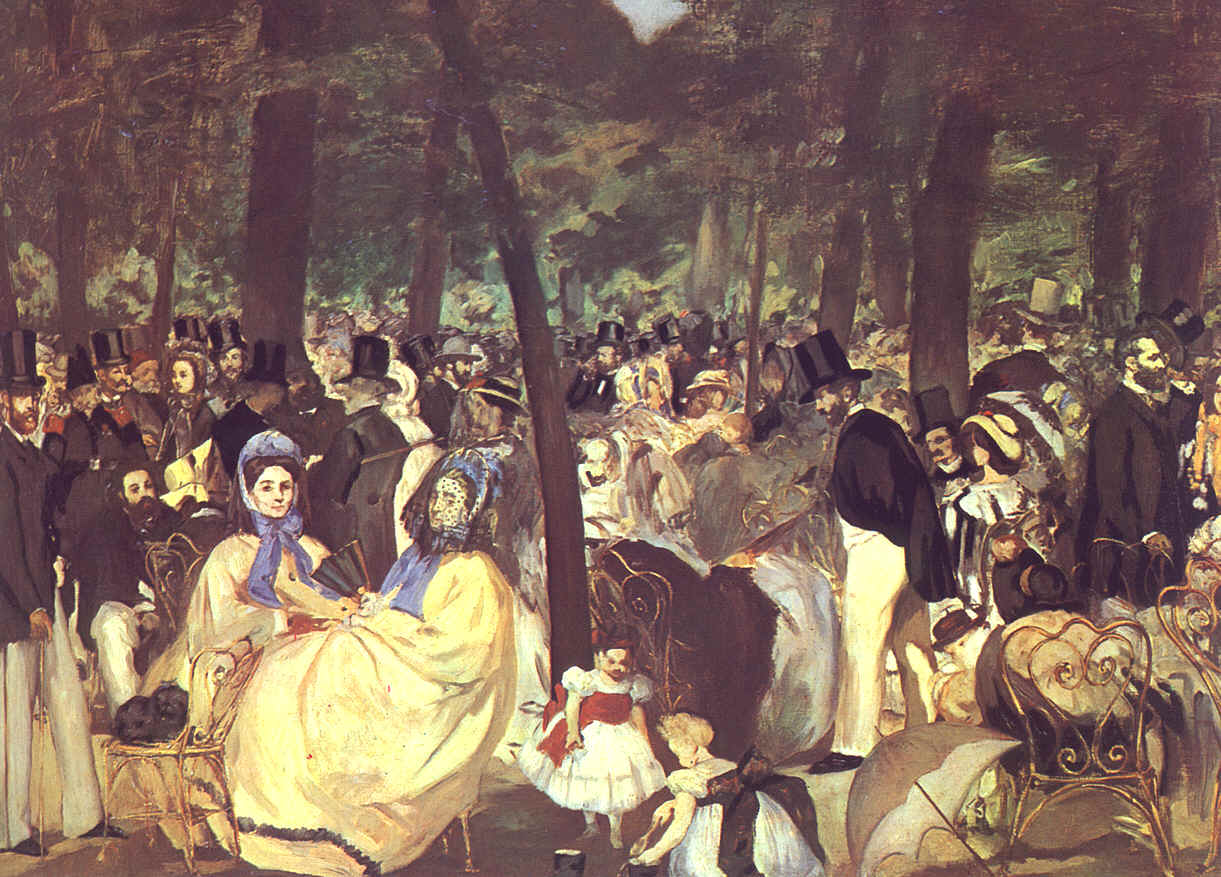
Музыка в Тюильри. 1862. Национальная галерея, Лондон

Несмотря на тщательный отбор, в 1861 году обе картины Мане («Портрет родителей» и «Гитарреро») были приняты жюри Парижского салона, причём последняя даже получила награду. Публика также весьма благосклонно отзывалась о творениях молодого художника. Признание салона принесло художнику славу и деньги, но немаловажно для Эдуарда было и признание отца, который ещё до салона с гордостью демонстрировал гостям своего дома работу сына, изображавшую пожилую чету Мане.
В очередной раз Мане меняет мастерскую — теперь она находится в западной части квартала Батиньоль (фр.). В это же время один из организаторов салона Луи Мартине, осознавая трудности для признания на салоне молодых художников, организовал альтернативную выставку, среди картин которых были и творения Мане: «Мальчик с вишнями», «Читающий» и получивший признание «Гитарреро». Художник уже размышляет о следующем салоне и в расчёте на это пишет картину «Старый музыкант», хорошую в плане исполнения, но явно слабую в построении композиции. Размышляя над следующим предложением салону, Мане вновь обращается к офорту. Находясь в постоянном поиске, он принимается за написание следующей картины «Уличная певица», натурщицей для которой стала Викторина-Луиза Мёран, юная провинциалка, стремившаяся выбиться из нищеты любыми методами. Вскоре художника и натурщицу стали связывать не только творческие узы, но и интимные. Слухи распространились по Парижу, но Сюзанна ни о чём не узнала, или не подала виду.
В поисках «монументального» полотна для следующей выставки Мане решается на написание картины с изображением обнажённой натуры. Композиция была навеяна художнику гравюрой Марка-Антонио Раймонди с рафаэлевской композиции «Суд Париса». Картина «Купанье» была предложена жюри вместе с менее значимыми «Молодой женщиной в костюме эспада» и «Молодым человеком в костюме махо». Мане одновременно договаривается с Мартине об устройстве выставки — она включит лучшие из прочих его холстов, среди которых будут «Музыка в Тюильри» и «Старый музыкант», «Gitanos» и «Испанский балет», «Уличная певица» и «Лола из Валенсии». Выставка должна была разжечь интерес зрителей как раз накануне открывающегося Салона. Однако, картины встретили полнейшее неприятие публики и старших коллег Мане по цеху. Жюри Салона 1863 года также отвергло все три представленные Мане картины. Правда, не одного Мане постигла такая участь: 2800 картин было отвергнуто. Обиженные художники обратились к Мартине с просьбой провести выставку без редакции жюри.
Сперва Мартине не решился на столь откровенную дерзость и побоялся открывать салон, однако вмешательство императора Наполеона III вынудило его провести выставку, сразу же получившую название «Салон отверженных». Картина Мане «Завтрак на траве», на которую художник возлагал наибольшие надежды, была раскритикована и вызвала смех у посетителей салона. Вместе с тем картина вызывала и самое большое внимание, впоследствии став символом Салона отверженных 1863 года. Мане приобретает скандальную славу, хотя и не стремится к ней.
Потерпев фиаско с «Завтраком», Мане не отказывается от идеи изображения обнажённого женского тела. Вскоре он приступил к написанию новой картины, навеянной полотном Тициана «Венера Урбинская». Однако законченная работа вызвала у него сомнения, и художник вместо неё отправил на рассмотрение салоном другие работы — «Эпизод боя быков» и религиозную композицию «Мёртвый Христос с ангелами».

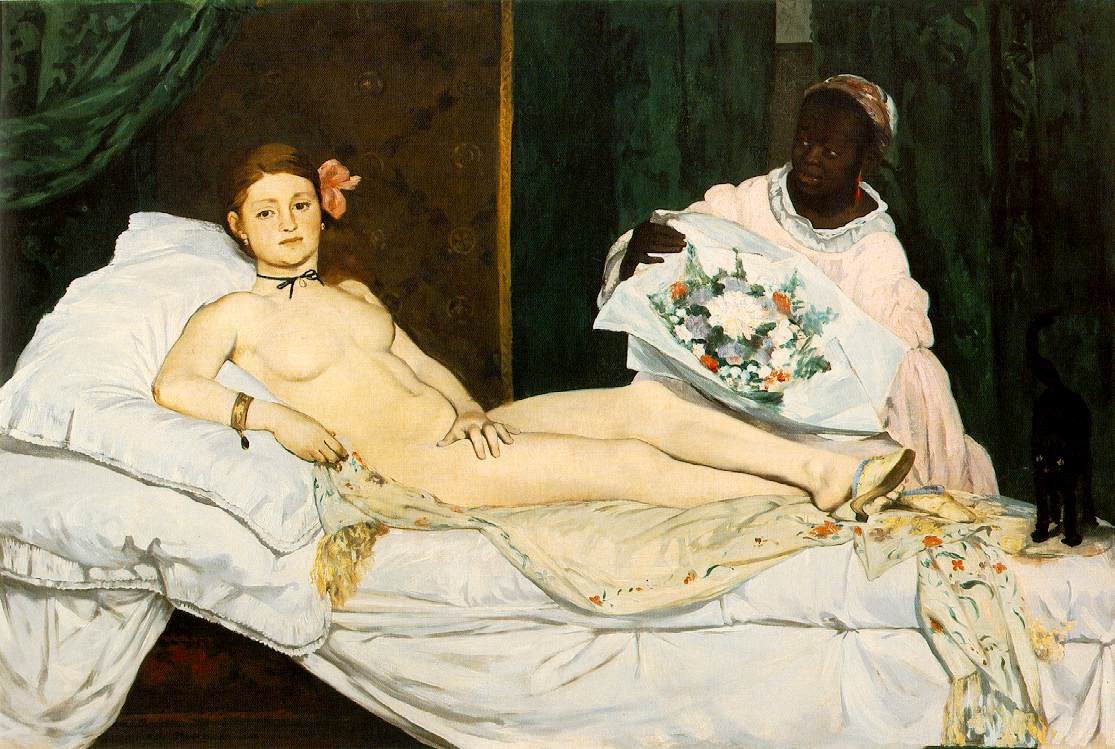
Олимпия. 1863. Музей Орсе, Париж

В 1863 и 1864 годах Мане выставляется как в Салоне отверженных, так и в официальном Салоне, где его новые картины, особенно «Завтрак на траве» вызвали резкое негодование со стороны критиков. Пик неприятия выпадает на 1865 год, когда Мане выставил в Салоне свою (знаменитую ныне) «Олимпия» — картину, найденную его современниками крайне непристойной и вульгарной и спровоцировавшую грандиозный по тем временам скандал.
Травля Мане со стороны чиновников от искусства и «просвещённой публики» вынудила художника буквально бежать в Испанию, где он, однако, с пользой провёл время, знакомясь с работами Эль Греко, Веласкеса и Гойи, находя в них оправдание своего эстетического вкуса.
С этого времени Мане, регулярно отвергаемый жюри салонов, сближается с группой молодых художников, которые вскоре будут названы импрессионистами. Клод Моне, Поль Сезанн и Эдгар Дега становятся для автора «Олимпии» друзьями и последователями.
В 1867 году на проходящей в Париже Всемирной выставке Мане создаёт собственный павильон поблизости моста Альма. Выставлено пятьдесят работ — лучшие картины, созданные за десять лет творчества. Возможно, именно этот решительный шаг привёл к тому, что на двух следующих салонах его работы были приняты. Как бы то ни было, художник решительно идёт своей дорогой.
В 1869 году Мане познакомился с молодой художницей Евой Гонсалес, которой предложил позировать для портрета. Ева Гонсалес была единственной ученицей Мане.

## Батиньольская группа

Э. Мане. Испанский гитарист (Гитарреро). 1860. Музей Метрополитен, Нью-Йорк

После возвращения из Испании Мане вновь приступает к написанию картин — вопреки слухам, что сколь бы ни была хороша следующая работа художника, жюри Салона всё равно её отвергнет. В это время для Мане особенно ценной была поддержка, оказанная его друзьями и поклонниками. Часто покупая холсты и краски в магазине на улице Гранд-рю-де-Батиньоль, Мане вскоре стал завсегдатаем расположенного рядом кафе Гербуа, среди которых завсегдатаями были как неизвестные писатели и художники, так и уже знаменитые Фантен-Латур, Уистлер, Дюранти, Дега, Ренуар, Моне, Писсарро. Особняком стоит Эмиль Золя — горячий сторонник творчества Мане, ярый защитник его живописи. По свидетельству современников, Мане был признанным авторитетом этой группы (именовавшейся по названию квартала Батиньоль), тем не менее это неформальное собрание было достаточно либеральным, его участники не боялись критиковать Мане. Правда, не обошлось и без казусов: упрёки и грубая критика со стороны Дюранти вынудила Мане вызвать последнего на дуэль, на ней обидчик был ранен. Несмотря на это, Дюранти и Мане помирились, сочтя происшедшее недоразумением, и оставались хорошими друзьями до самой смерти Эдуарда.

## Сближение с импрессионистами
Во время осады Парижа в 1870 году Мане, как убеждённый республиканец, остался в столице. После франко-прусской войны и Парижской коммуны художник ещё ближе сходится с молодыми импрессионистами. Об этом свидетельствуют, например, многочисленные картины, написанные на пленэре, бок о бок с Клодом Моне в Аржантее в 1874 году. Тем не менее Мане не хотел участвовать в выставках групп импрессионистов. Он предпочитал любой ценой добиться признания жюри официальных Салонов. Очередная шумиха вокруг его имени возникла в 1874 году. «Железная дорога» опять вызвала острую антипатию жюри. И лишь в 1879 году Салон оценил упорство художника: полотна Мане «В оранжерее» и «В лодке» были встречены очень тепло.

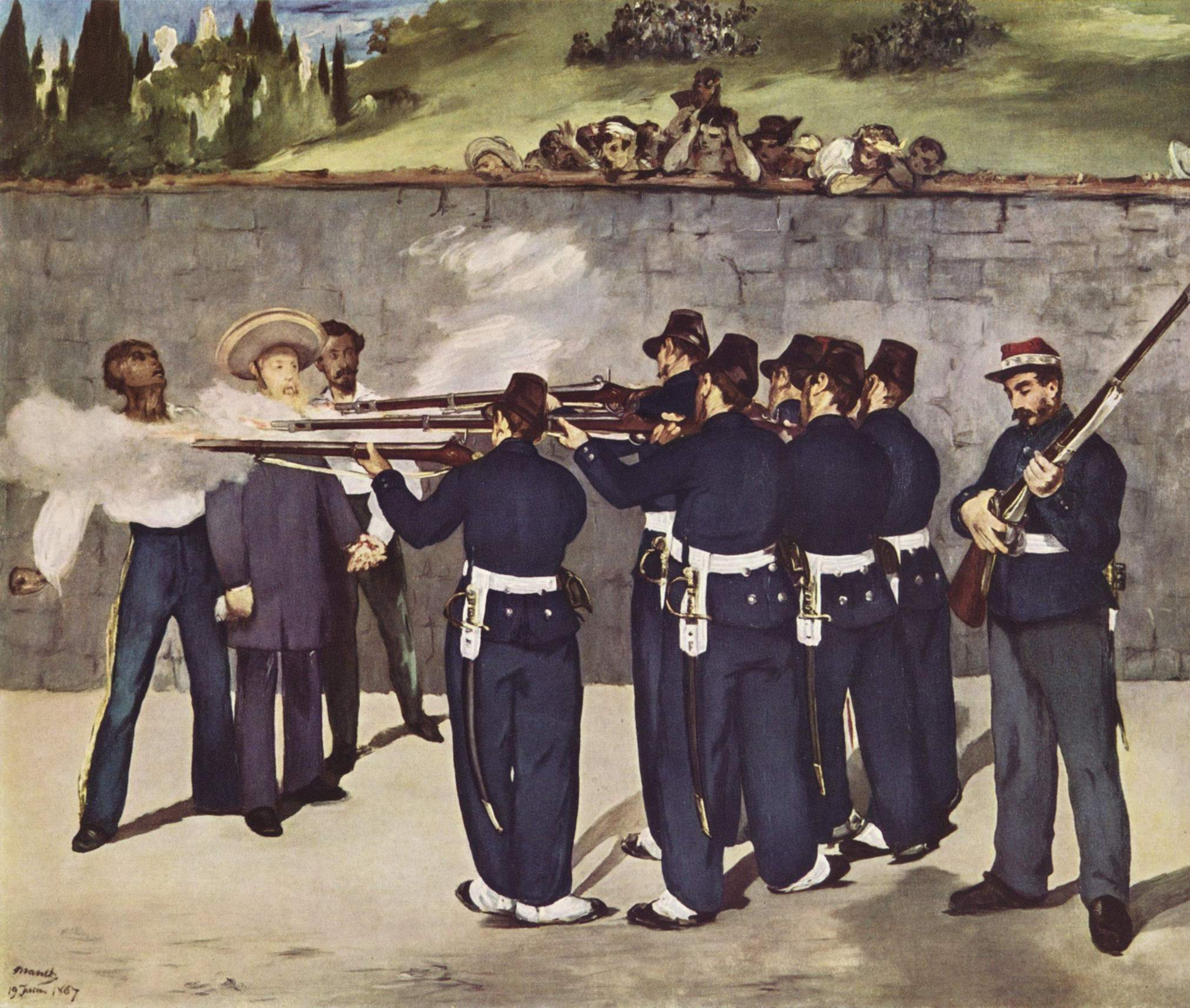
Э. Мане. Расстрел императора Мексики Максимилиана. 1867. Кунстхалле, Мангейм

Неприятие Мане установившегося во Франции строя во главе с Наполеоном III выливается в написание им картины «Расстрел императора Максимилиана» — повествование о казни ставленника французского правительства в Мексике. Эту картину Мане не смог выставить в сооружённом им по примеру Курбе бараке у моста Альма, в числе прочих и по причине сильнейшего политического резонанса.
С 1868 года, в период краха Империи, ни один из официальных салонов не принёс Мане славы и творческого удовлетворения. Продолжались нападки критиков и неприятие творчества художника буржуазной публикой.

Цвет, — говорил Мане, — это дело вкуса и ощущения, но надо иметь за душой ещё кое-что, то, что вы хотите выразить, — без этого всё теряет смысл! 

Из воспоминаний Жаннио (перевод с французского Т. М. Пахомовой).

## Франко-прусская война

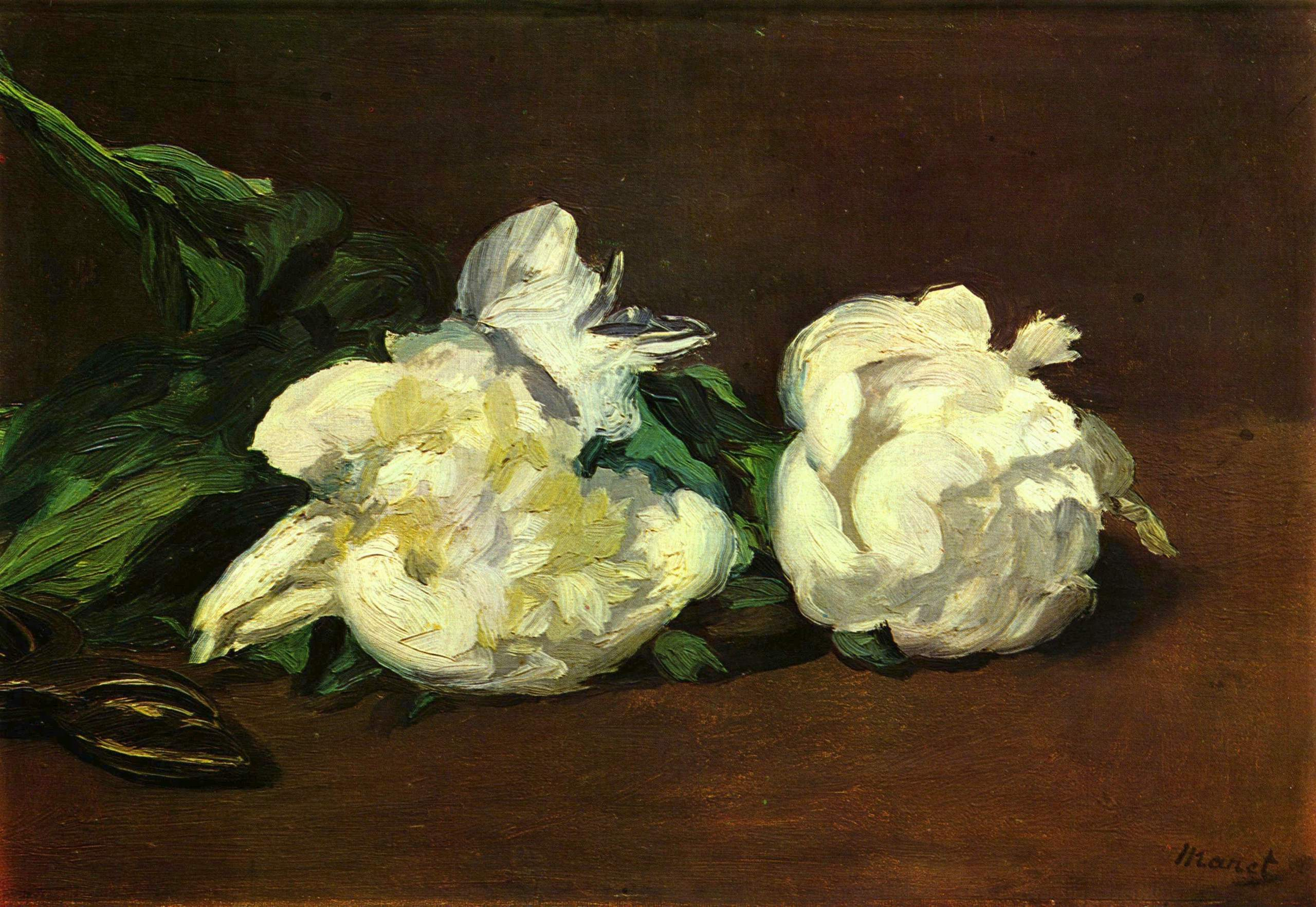
Э. Мане. Белые пионы. 1864. Музей Орсе, Париж

На лето 1870 года приходится апогей франко-прусской войны, затеянной Наполеоном III. Имперский режим рухнул ранней осенью 1870 года, во Франции была объявлена республика, но военные действия шли с прежним размахом. Эдуард Мане отправляет своих родных на юг Франции в Олорон-Сент-Мари. Сам же художник, вполне разделяя судьбу своих соотечественников, вместе со многими коллегами по цеху вступает в армию и участвует в защите Парижа. К счастью, ему удалось уцелеть в период боевых действий. В феврале 1871 года он покидает Париж, и через несколько дней узнаёт о капитуляции французского правительства. Даже в такое тяжёлое для него время, Мане не перестаёт работать — так, в Бордо он пишет пейзаж порта.
Через некоторое время, после объявления Парижской коммуны, Мане был включен в подготовительный совет вновь созданной Федерации художников, однако сам он был далёк от политики. Серьёзные потрясения и невзгоды заставили живописца сделать перерыв в своём творчестве почти на год.
После обустройства в новой мастерской, в 1873 году, Эдуард Мане пишет картину «За кружкой пива» (фр. Le Bon Bock), ставшую знаменитой, и впервые за последние почти 15 лет имеет огромный успех. Это, однако, не привело к превращению Мане в модного конъюнктурного художника (каким отчасти стал Курбе после некоторых успехов в Салоне) — в 1874 году жюри отвергает его «Бал-маскарад в опере». В 1876 году жюри Салона отвергает обе картины Мане. Самостоятельные совместные выставки ничего, кроме порицания публики и издевательств критики не принесли.
Однако, начиная уже с 1874 года, Мане вполне вырабатывает свой оригинальный стиль, особенности которого во многом сближают его с молодым тогда импрессионизмом (в связи с этим стоит также отметить дружбу Мане с Дега, одной из ключевых фигур импрессионизма как нового течения в живописи).

## Поздние годы

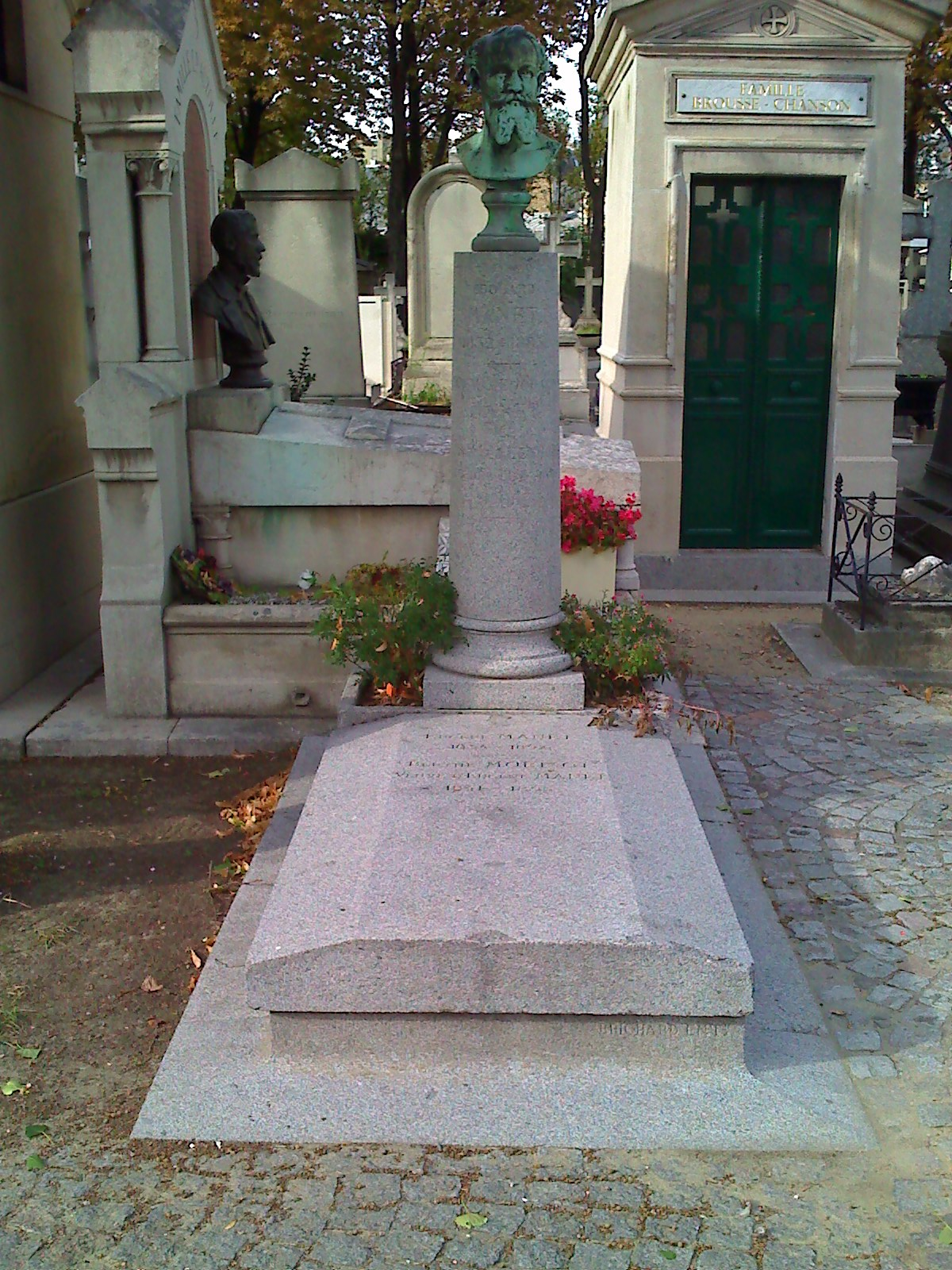
Могила Мане на

Начиная с 1877 года в живописи Мане заметно стремление к натюрмортам и портретам. Особенно явно прослеживается влияние творчества Веласкеса. Постепенно художник обретает признание. С 1879 года его авторитет в глазах критиков от искусства растёт, его картины принимаются салонами. На одном из них Мане удостаивается медали за второе место, что даёт ему возможность выставляться, минуя отбор жюри.

В тот день, когда захотят описать завоевания или поражения французской живописи XIX века, можно будет пренебречь Кабанелем, но нельзя будет не считаться с Мане. 

Ж.-А. Кастаньяри, 1875 год (перевод с французского Т. М. Пахомовой).

В декабре 1881 года по рекомендации Антонена Пруста, друга детства художника и нового министра культуры, Мане был награждён орденом Почётного легиона.
Тем не менее творчество Эдуарда Мане не было до конца признанным вплоть до 1890-х годов. Лишь тогда его картины начали приобретаться в частные и государственные собрания («Олимпия» была практически навязана Лувру друзьями Эдуарда, выкупившими её по общественной подписке в 1889 году).
В сентябре 1879 года у Мане случился первый острый приступ ревматизма. Вскоре оказалось, что он болен атаксией — нарушением координации движений. Болезнь быстро прогрессировала, ограничивая творческие возможности художника. В этот период появились многочисленные натюрморты и акварели.
Преодолевая проявление болезни, Мане написал последнее большое масляное полотно «Бар в „Фоли-Бержер“», которое с энтузиазмом было воспринято в Салоне в 1882 году. В эти годы Мане наконец получает признание своего таланта — даже со стороны тех, кто всю жизнь с ним боролся. Художнику становилось всё труднее не только работать, но и передвигаться. 19 апреля 1883 года Эдуард Мане переносит тяжелейшую операцию по ампутации левой ноги, а через 11 дней, несмотря на первые симптомы кажущегося выздоровления, 30 апреля 1883 года умирает в страшной агонии. На его похороны собрался весь артистический Париж.

## Семья
В 1863 году Мане женился на Сюзанне Леенхофф, голландке, роман с которой у него продолжался на протяжении 10 лет. Леенхофф давала уроки фортепиано младшим братьям Мане. Полагают, что Сюзанна была любовницей отца Мане, Огюста. В 1851 году у неё родился сын, Леон Леенхофф. Мане женился на Сюзанне через год после смерти отца. Леон и Сюзанна послужили моделями для многих полотен художника.

## Галерея Эдуарда Мане

Лола из Валенсии. 1862
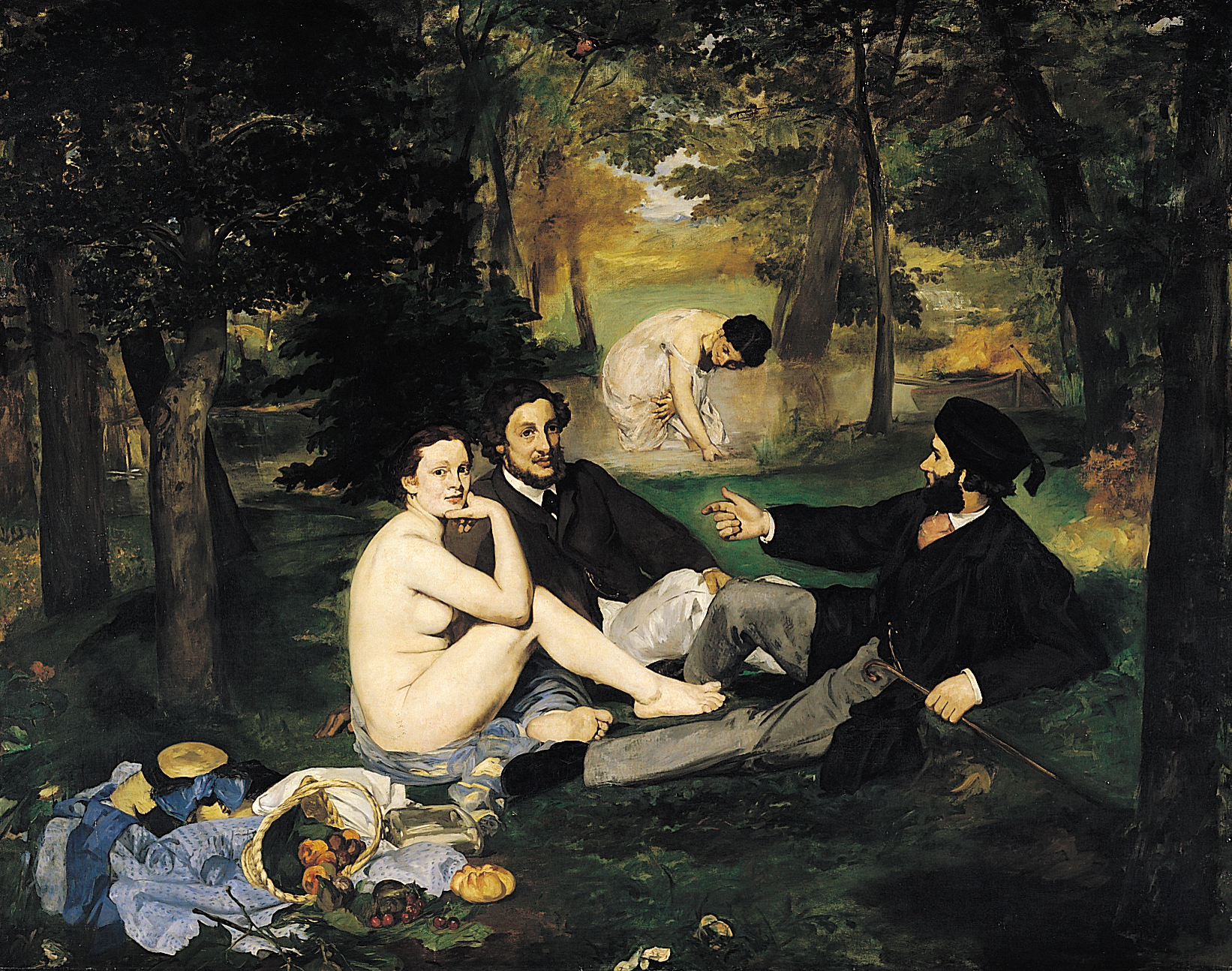
Завтрак на траве. 1863
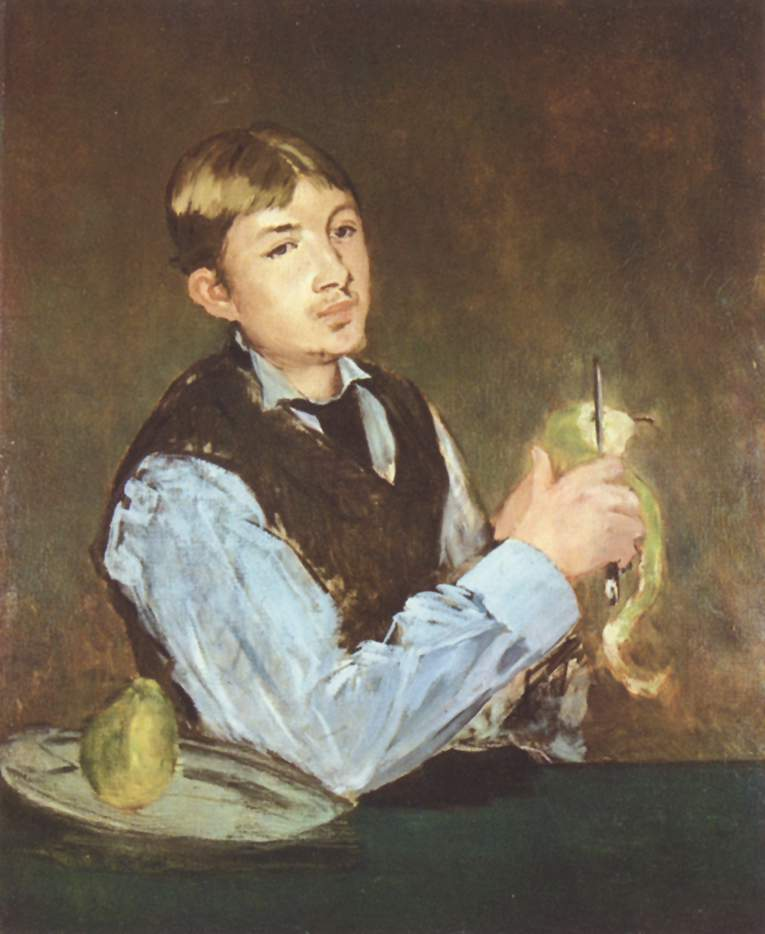
Портрет Леона Леенхоффа. 1868
Железная дорога. 1872—1873
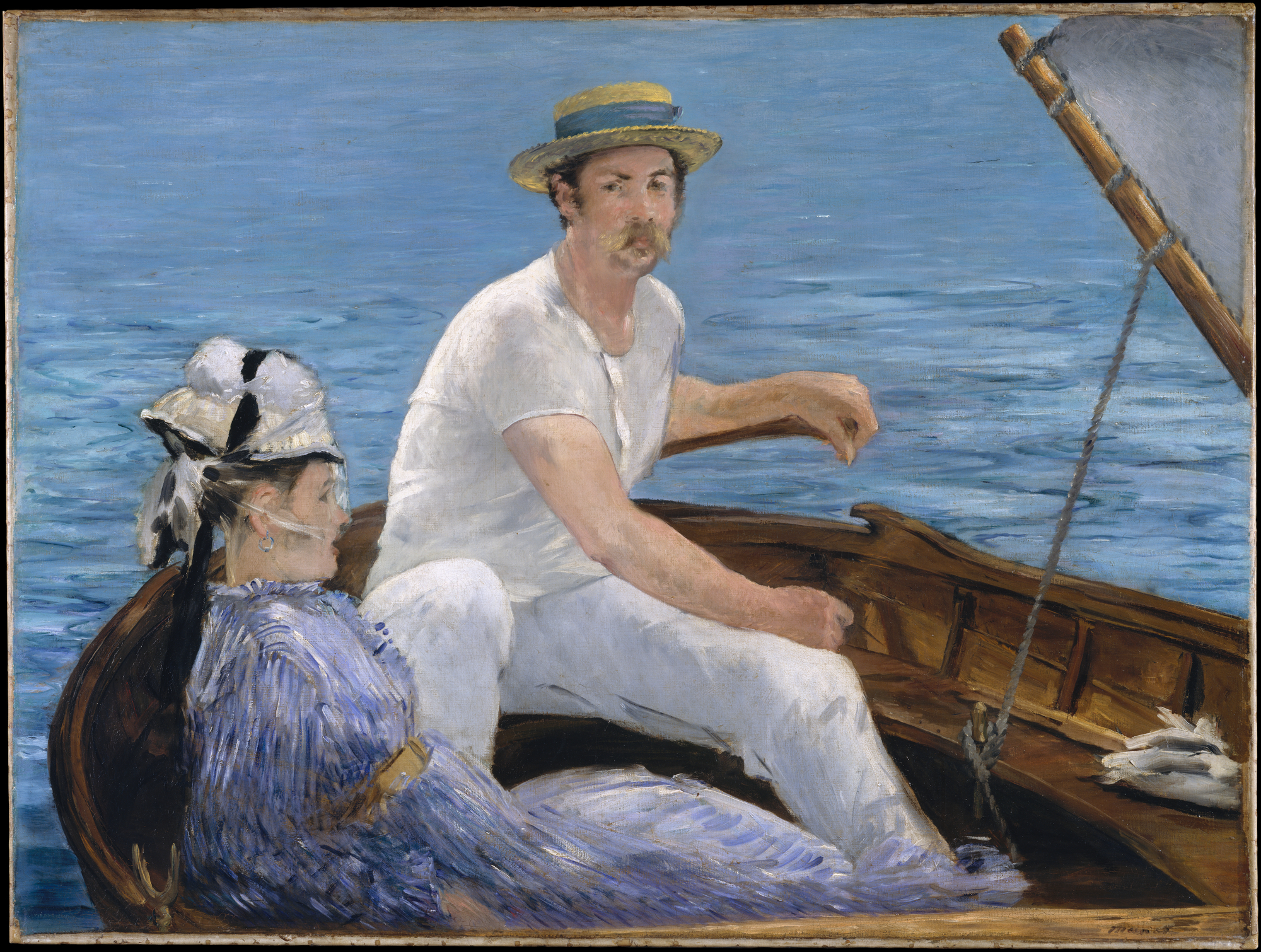
В лодке. 1874
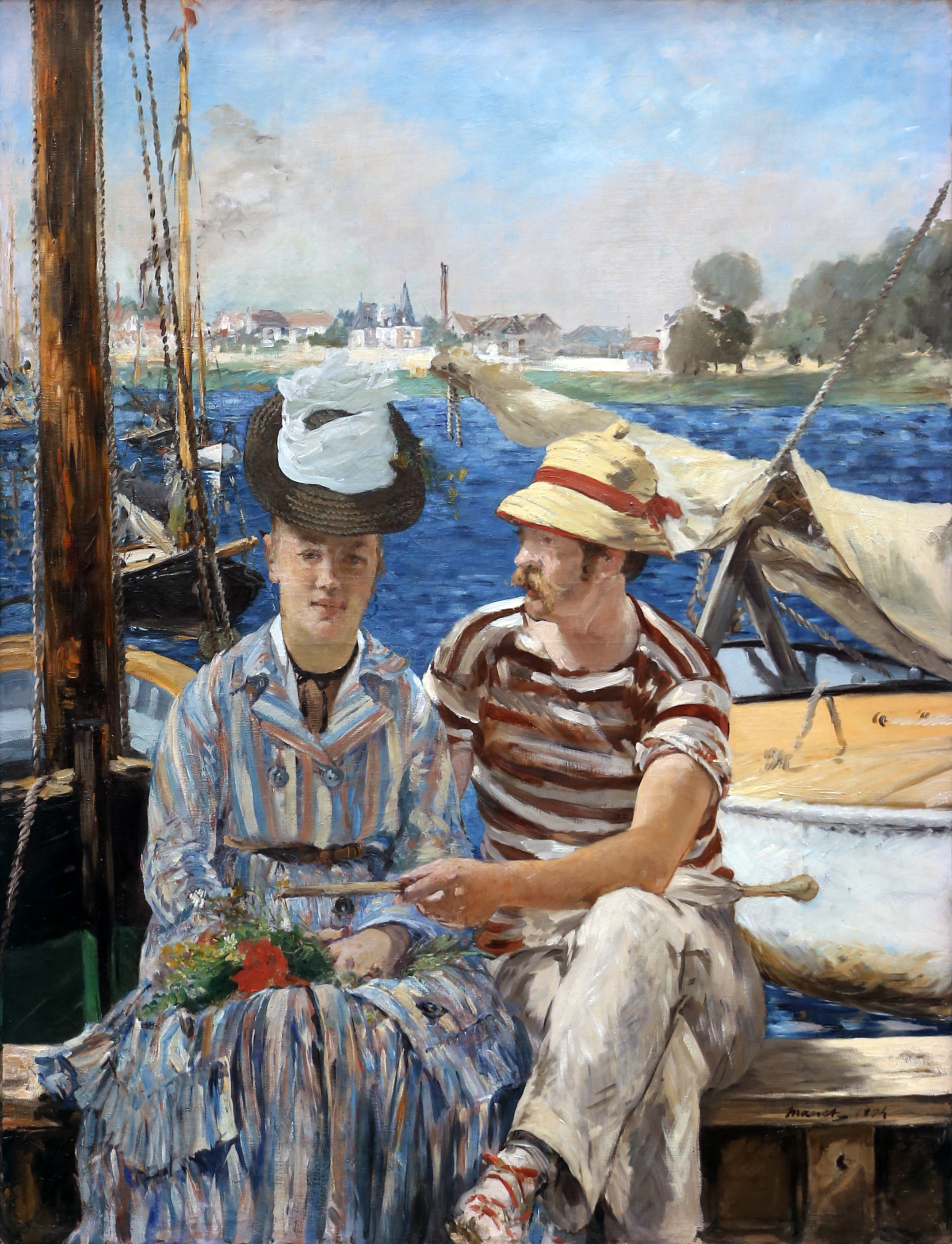
Аржантей (1874)
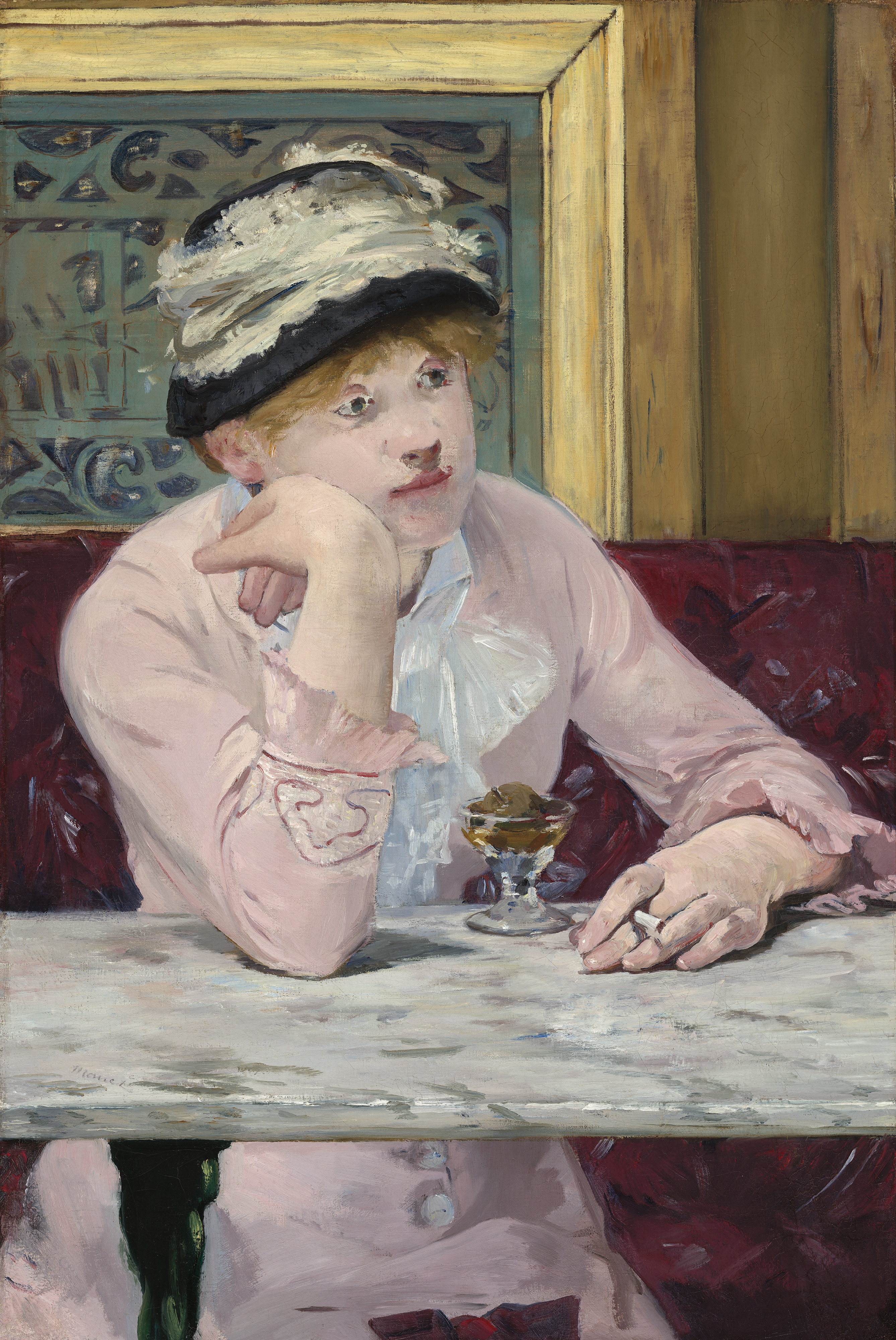
Сливовица. 1877
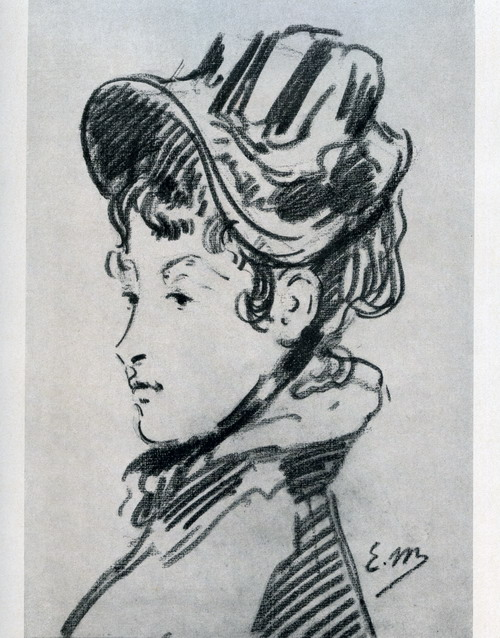
Портрет мадам Гийеме. 1880
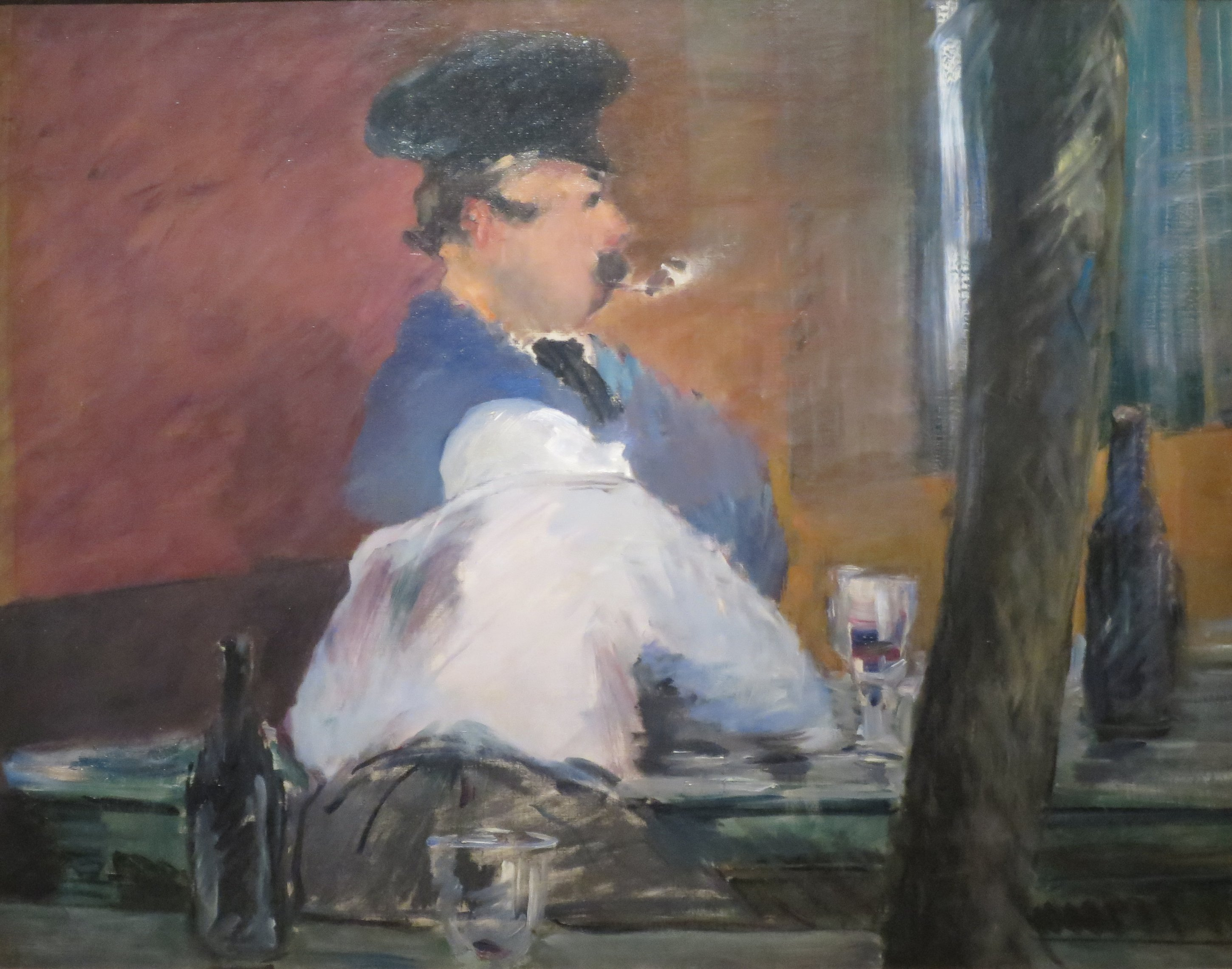
Кабачок. 1878-1879.  Музей изобразительных искусств имени А. С. Пушкина
Портрет Антонена Пруста. 1877—1880.  Музей изобразительных искусств имени А. С. Пушкина
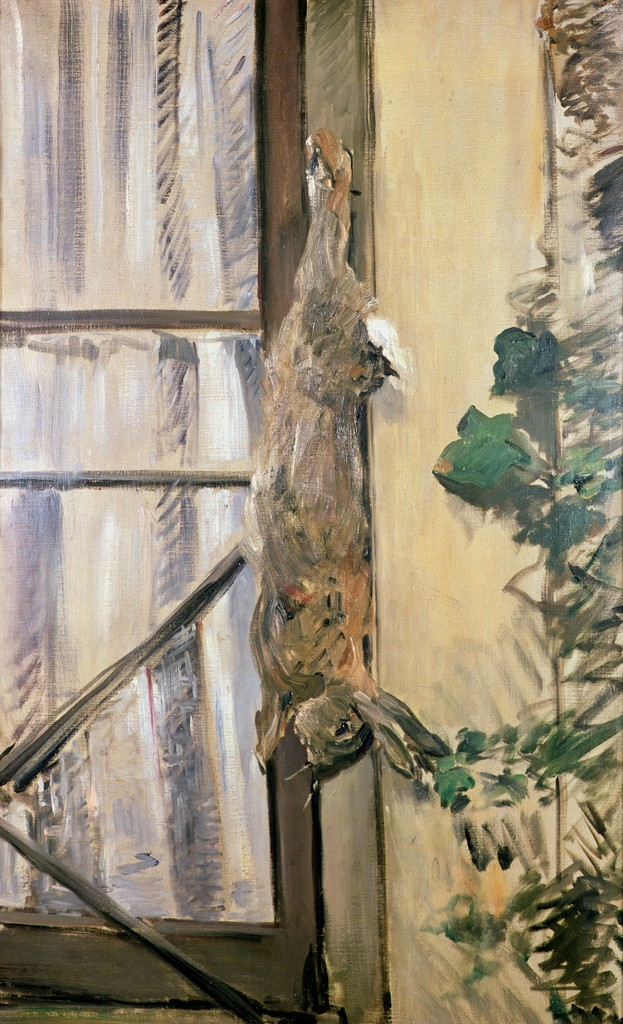
Кролик. 1881
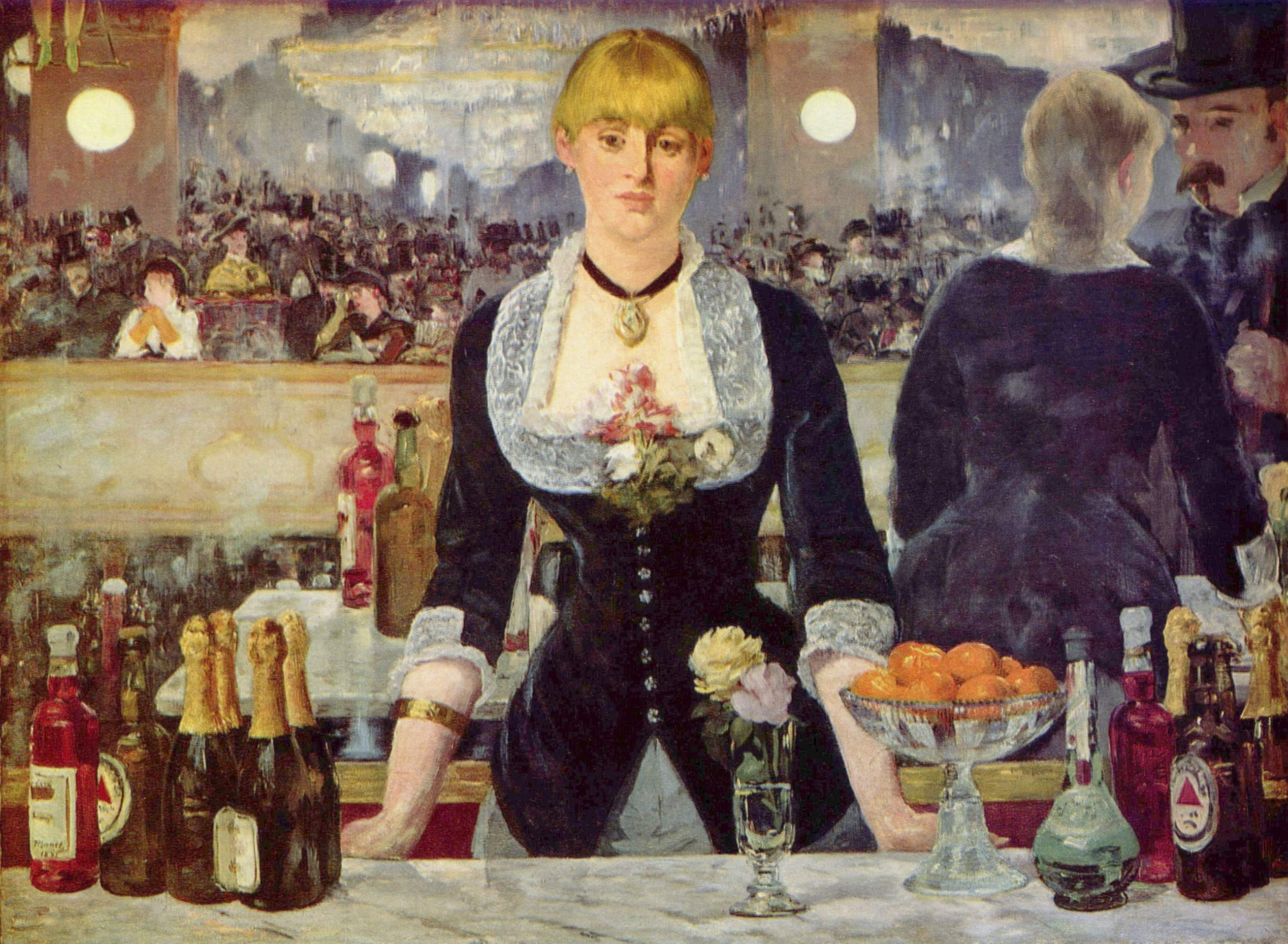
Бар в «Фоли-Бержер». 1882
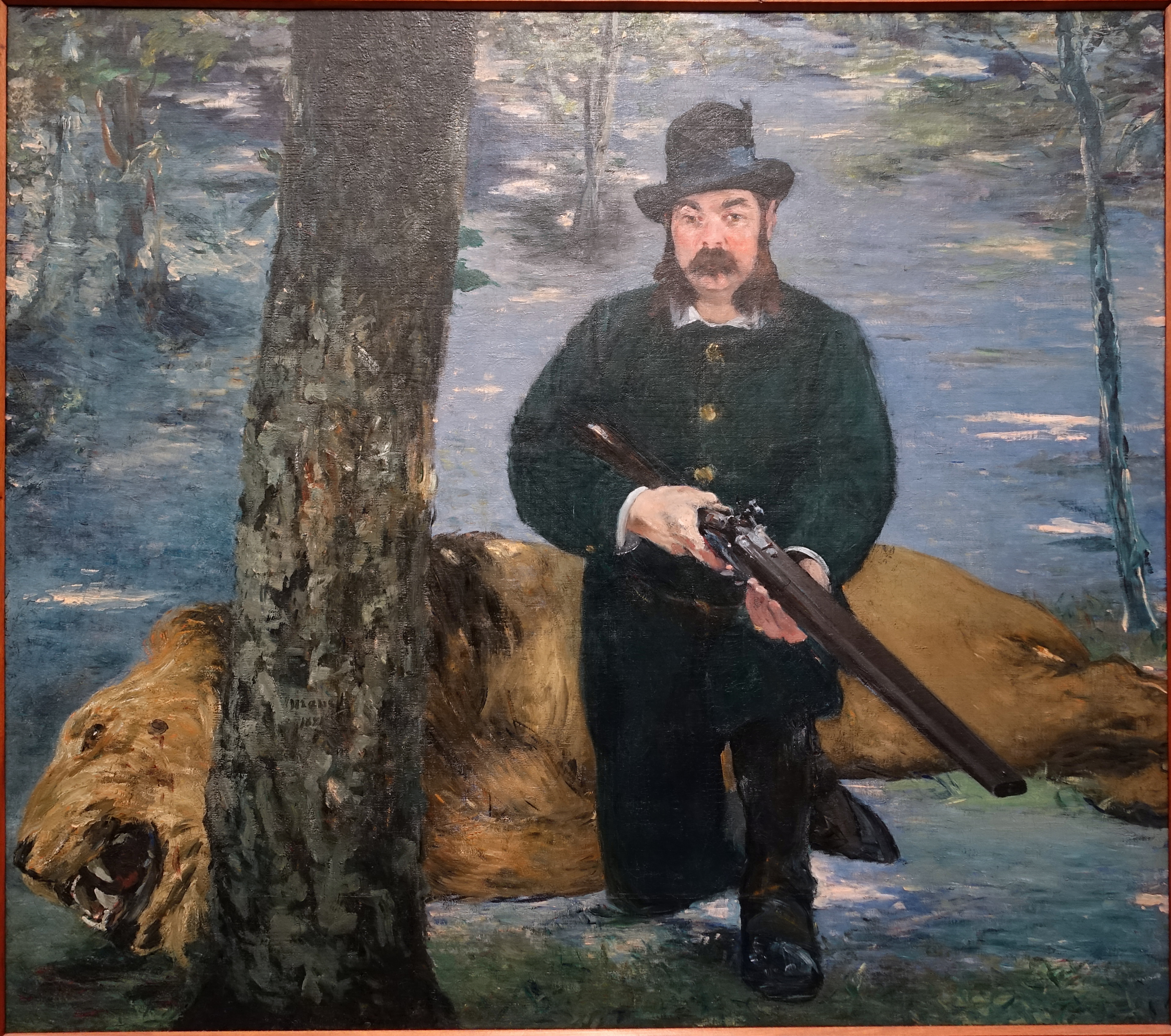
Портрет Пертюизе, охотника на львов (1881)